# Frans Pauwels
Frans Pauwels (Kieldrecht, Beveren, Flandes Oriental, Bèlgica, 8 de setembre de 1918 - Memphis, Tennessee, Estats Units, 24 de gener de 2001) va ser un ciclista neerlandès, que va córrer entre 1937 i 1950. En el seu palmarès hi destaca una victòria d'etapa a la Volta a Catalunya de 1940. En aquesta mateixa edició, va abandonar la competició a la fi de la setena etapa -mentre ocupava el segon lloc a la classificació general- a causa de la invasió nazi del seu país.

## Palmarès
- 1937
  - 1r a Hulst
- 1940
  - 1r al Gran Premi del 1r de maig - Premi d'honor Vic de Bruyne
  - Vencedor de la tercera etapa a la Volta a Catalunya.
- 1946
  - 1r a Melsele
  - 1r a Steendorp

### Resultats a la Volta a Espanya
- 1946. 20è de la classificació general
- 1947. 11è de la classificació general